# 텍셀 반란

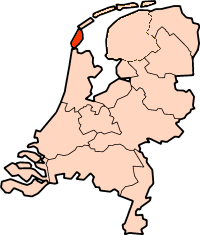
텍설의 위치

텍셀 반란(1945년 4월 5일 ~ 5월 20일)은 제2차 세계 대전 중 독일군 밑에 있던 소비에트 연방 조지아 병사들이 네덜란드의 텍셀 섬에서 일으킨 반란이다. ‘유럽에서 벌어진 마지막 전투’로도 불린다.
텍셀 섬은 독일이 만든 대서양 방벽(Atlantic Wall)의 요충지여서 방비를 철저히 하고 있었다. 조지아인들은 동부전선의 전투에서 독일군의 포로로 잡혀있다가 포로수용소에서 굶어죽지 않기 위해 독일군의 편을 택해 독일군의 외국인부대가 된 군인들이다.
1945년 4월 5일 밤, 연합군이 상륙할 것을 기대한 조지아 병사들은 반란을 일으켜 잠시 동안 섬을 장악했다. 그 밤에만 400명의 독일군이 죽었다. 하지만 섬의 남북으로 주둔하고 있는 해상병력을 빼앗지는 못했기 때문에 이후 독일의 추가병력들이 상륙하는 것을 막을 수 없었다. 반란군은 몇주간 크게 저항했지만 독일군은 네덜란드 본토의 지원군을 파견하여 섬을 다시 장악했다.
조지아 병사들은 이 전투를 ‘러시아 전쟁’이라고 불렀다. 약 800 명의 독일군과 570 명의 조지아 병사들과 120 명의 텍셀 주민들이 죽었다. 많은 마을들이 파괴되었고 수십 개의 농장이 불탔다. 5월 5일 네덜란드 본토에서 독일군이 항복한 이후에도 전투는 끝나지 않아 사람들이 죽어 나갔다. 5월 20일에서야 캐나다군이 ‘유럽의 마지막 전투’를 진정시킬 수 있었다.
죽은 조지아인들은 오우데스칠트 근방의 호게베르크의 묘지에 묻혔다. 생존자들의 결말은 좋지 않았는데, 얄타 회담에서 군포로 수용소로 돌아간 그들을 소비에트 연방으로 송환시키기로 결정한 것이다. 스탈린 정권은 독일군에게 항복하여 포로로 잡힌 것을 반역으로 간주하고 연합군이 송환한 군 포로 200명의 대부분을 처형했다.
텍설 섬 공항에 있는 항공 박물관은 이 사건에 관한 자료들을 전시하고 있다.

## 같이 보기
- 친위대 제13무장산악사단 한트샤르

## 참고 자료
- Dick van Reeuwijk. Opstand der Georgiërs, Sondermeldung Texel. Den Burg: Het Open Boek. Herzien Editie 2001, 71 pages. (The Georgian Rebellion on Texel). ISBN 90-70202-09-3
- Hans Houterman, J. N. Houterman, Eastern Troops in Zeeland, the Netherlands, 1943-1945, p. 62. Axis Europa Books, 1997. ISBN 1-891227-00-9
- Henri Antony Van der Zee (1998), The Hunger Winter: Occupied Holland, 1944-45, pp. 213–220. University of Nebraska Press, ISBN 0-8032-9618-5 (Reprint. Originally published: London : J. Norman & Hobhouse, 1982.)